# Yuba, Wisconsin
Yuba là một làng thuộc quận Richland, tiểu bang Wisconsin, Hoa Kỳ. Năm 2006, dân số của làng này là 92 người.